# ЦСКА „Септемврийско знаме“
| ← | 1968 – 1989 | → |

ЦСКА „Септемврийско знаме“ е името, под което ОСК ЦСКА (София) се състезава през периода от 1968 до 1985 г.

## История
През 1968 г. ЦСКА отново е обединен с формираното през 1950 г. ДСО „Септември“ (София) като отборът приема името ЦСКА „Септемврийско знаме“. През 1989 г. Септември се отделя в самостоятелна организация и отборът се преименува на ЦСКА.

### Футбол
Отборът става шампион, а в редиците на Армейците е привлечен Петър Жеков, който става голмайстор на България и печели „Златна обувка“.
От 1971 до 1973 г. армейците печелят 3 последователни титли.
В следващите 4 сезона ЦСКА си разменя по 2 титли с „Левски“, като в този период на европейско ниво отстраняват двукратния европейски шампион „Аякс“ с краен резултат 2:1 (0:1 и 2:0). В следващия мач армейците падат с 4:1 от Байерн, но на реванша побеждават с 2:1.
Сезон 1980–81 г. е изключително успешен за ЦСКА. Във вътрешното първенство клубът печели титлата, а на европейско ниво бие 2 пъти с по 1:0 еврошампиона „Нотингам Форест“. Армейците биват спрени едва от бъдещия еврошампион „Ливърпул“ в четвъртфинала за КЕШ.
През сезон 1981-82 ЦСКА достига до втори полуфинал в КЕШ, като по пътя си отстранява „Реал“ (Сосиедад), „Гленторан“, и „Ливърпул“ с общ резултат 2:1 от двете срещи (Стойчо Младенов вкарва и двата гола за ЦСКА в реванша) и на полуфинала среща „Байерн“ Мюнхен. В първия мач армейците повеждат с 3:0 до 18-ата минута, но крайният резултат е 4:3 в полза на ЦСКА. Във втория мач ЦСКА губи с 4:0.
В първенството армейците сдават титлата едва през сезон 1983-84.
На 19 юни 1985 г. се играе финал за Купата на България на стадион „Васил Левски“ между ЦСКА и „Левски-Спартак“. Мачът е съпътстван от много спорни съдийски отсъждания и грубости от страна на футболистите и на двата отбора. След отсъдено нарушение в полза на ЦСКА Борислав Михайлов сбутва рефера Аспарух Ясенов. Напрежението в мача ескалира към края на полувремето. След едно грубо влизане на Костадин Янчев в краката на Емил Спасов вторият започва да души футболиста на армейците. В схватката се включва и младата надежда Христо Стоичков. Заформя се малко меле сред футболистите, след което реферът дава червени картони на Янчев и Спасов. В крайна сметка ЦСКА печели с 2:1 като при резултат 2:0 Армейците изпускат дузпа. Спортните журналисти започват кампания за наказване на футболистите, участвали в схватките. Последва решение на ЦК на БКП, с което и двата отбора се разформироват. От футболистите на ЦСКА тежко наказание получават Христо Стоичков, който е отстранен от спорта завинаги, и Костадин Янчев, който е наказан за 3 месеца. От отбора на Левски-Спартак са изгонени завинаги Борислав Михайлов, Пламен Николов, Емил Спасов, Емил Велев. Наказани са ръководствата и треньорите и на двата отбора. Решението има голяма подкрепа на привържениците на другите отбори, както и на немалко спортисти. Впоследствие на мястото на старите отбори се създават нови – ЦСКА става „Средец“, а „Левски Спартак“ става „Витоша“. Година по-късно всички наказания са отменени и на наказаните футболисти е разрешено да продължат спортната си кариера. През 1987 г. към името на „Средец“ е добавено определението ЦФКА.

## Успехи

### Футбол
Най-големият успех на ЦСКА „Септемврийско знаме“ е класиране за полуфинал за КЕШ през 1982
От този период датира прозвището „убиец на европейски шампиони“. Отборът се изправя срещу три първенци на Европа, като и в трите случая европейският шампион е детрониран. Първият от тях е „Аякс“ (Амстердам)през 1974 г. (2:0 и 0:1), „Нотингам Форест“ през 1981 г. (1:0 и 1:0) и „Ливърпул“ през 1982 г. (2:0 и 0:1).
- За периода ЦСКА става шампион на България 10 пъти (1969, 1971, 1972, 1973, 1975, 1976, 1980, 1981, 1982, 1983).
- 7 пъти носител на Националната купа (4 пъти на Купата на Съветската армия (1969, 1972, 1973, 1974) и 3 пъти носител на Купата на България (1981, 1983, 1985).
- 1 път носител на Купата на Съветската армия (когато вече не е Национална купа) (1985)

- „Купата на съюза на спортните журналисти“ в Сплит за феърплей на турнира „Трофей Марян“ (1984)

## Футболисти
През периода в отбора играят едни от най-известните български футболисти като Петър Жеков, Никола Цанев, Димитър Пенев, Димитър Якимов, Васил Романов, Борис Гаганелов, Стоян Йорданов, Аспарух Никодимов, Йордан Филипов, Иван Зафиров, Димитър Марашлиев, Цветан Атанасов, Георги Денев, Божил Колев, Цоньо Василев, Иван Методиев, Цветан Йончев, Пламен Марков, Спас Джевизов, Георги Илиев - Майкъла, Георги Димитров - Джеки, Георги Велинов, Георги Славков, Методи Томанов, Радослав Здравков, Стойчо Младенов, Красимир Безински, Лъчезар Танев, Христо Стоичков, Любослав Пенев, Емил Костадинов, Костадин Янчев и др.

## Треньори по футбол
| Име                     | Националност | от          | до          | Титли | Купи |
| ----------------------- | ------------ | ----------- | ----------- | ----- | ---- |
| Стоян Орманджиев        | Българин     | ... 1968    | лято 1969   | 2     | 1    |
| Манол Манолов           | Българин     | лято 1969   | пролет 1974 | 3     | 2    |
| Никола Ковачев – Тулата | Българин     | пролет 1974 | лято 1974   | 0     | 1    |
| Манол Манолов           | Българин     | лято 1974   | лято 1975   | 1     | 0    |
| Серги Йоцов             | Българин     | лято 1975   | лято 1977   | 1     | 0    |
| Никола Ковачев – Тулата | Българин     | лято 1977   | лято 1979   | 0     | 0    |
| Аспарух Никодимов       | Българин     | лято 1979   | есен 1982   | 3     | 1    |
| Стефан Божков           | Българин     | есен 1982   | есен 1982   | 0     | 0    |
| Борис Станков           | Българин     | есен 1982   | есен 1982   | 0     | 0    |
| Апостол Чачевски        | Българин     | есен 1982   | пролет 1983 | 0     | 0    |
| Манол Манолов           | Българин     | пролет 1983 | лято 1985   | 1     | 2    |

## Символика
- Официална емблема
- Вариант на емблемата
- Алтернативна емблема